# Haram (Norge)
```
 
Ikke at forveksle med det  arabisk ord 
Haram
```

Haram er en tidligere kommune på Sunnmøre i Møre og Romsdal fylke i Norge.  Med kommunereformen i Norge blev   Sandøy, Skodje, Haram og Ørskog kommuner  1. januar 2020  lagt  sammen med Ålesund.  Den tidligere kommune grænser i øst til Vestnes og i sydøst til Skodje. Over Grytafjorden i syd ligger Ålesund kommune, og mod vest ligger økommunen Giske. Mod nord er kommunerne Sandøy og Midsund. Kommunecenteret i Haram er Brattvåg, med sine 2.300 indbyggere, stor-industri og butikker.